# HK Beibarys Atyrau
Der HK Beibarys Atyrau (russisch ХК Бейбарыс Атырау) ist eine kasachische Eishockeymannschaft aus der westkasachischen Stadt Atyrau.

## Geschichte
Der HK Beibarys Atyrau wurde 2009 gegründet und nimmt seit der Saison 2009/10 am Spielbetrieb der Kasachischen Meisterschaft teil. In seiner Premierenspielzeit 2009/10 erreichte der Verein den dritten Platz in der Vorrunde, bezwang den HK Irtysch Pawlodar im Halbfinale und scheiterte erst in der Finalserie im fünften Entscheidungsspiel an dem HK Sary-Arka Karaganda. In der folgenden Spielzeit belegte der HK Beibarys den zweiten Platz nach der Hauptrunde und wurde in den Playoffs erstmals in der Vereinsgeschichte Kasachischer Meister. Im Playoff-Finale besiegte das Team die zweite Mannschaft von Barys Astana in der Best-of-Seven-Serie mit einem Sweep. 2012 konnte die Mannschaft den Titel erfolgreich verteidigen. Auch 2016 gelang der Titelgewinn.